# Sarcosaurus
Sarcosaurus là một chi khủng long, được Andrews mô tả khoa học năm 1921.